# Stanisław Baranowski
Stanisław Baranowski (25 tháng 3 năm 1935 - 27 tháng 8 năm 1978) là nhà băng hà học Ba Lan. Ông lãnh đạo nhiều cuộc thám hiểm khoa học tại vùng Spitsbergen và Châu Nam Cực. Ông qua đời do gặp tai nạn gần Trạm Nam Cực Ba Lan Henryk Arctowski khi đang thám hiểm. Vào thời điểm ông qua đời, ông là trưởng khoa Khí tượng học và Khí hậu học tại Đại học Wrocław.
Để tưởng nhớ và ghi nhận những đóng góp liên quan đến băng hà học, tên của ông được đặt cho Trạm địa cực Stanisław Baranowski Spitsbergen và sông băng Baranowski.

## Tiểu sử
Stanisław Baranowski sinh ra ở Gdynia, Ba Lan vào ngày 25 tháng 3 năm 1935 và tốt nghiệp Đại học Wrocław năm 1955. Ông thực hiện nhiều nghiên cứu về băng hà học, khí hậu học và tham gia vào nhiều cuộc thám hiểm vùng cực. Ông bắt đầu chuyến thám hiểm tới Spitsbergen trong Năm Địa vật lý Quốc tế (1957-1958). Sau đó, ông tổ chức và dẫn đoàn nhiều cuộc thám hiểm của Ba Lan đến khu vực trên và đến Canada, Iceland, Dãy núi Sudety ở Ba Lan. Ông viết hơn 50 bài báo khoa học. Năm 1971, ông là Trưởng khoa Khí tượng học và Khí hậu học tại Đại học Wrocław. Ông nhận được bằng habilitation à diriger les recherches (một loại bằng chứng nhận đủ năng lực, tư cách để hướng dẫn và làm nghiên cứu) vào năm 1976.

## Tai nạn
Tháng 1 năm 1978, khi đang ngủ gần Trạm Nam Cực Ba Lan Henryk Arctowski trên Đảo King George thuộc Quần đảo Nam Shetland, ông đã bị ngộ độc do khí thoát ra từ một xi lanh bị rò rỉ. Mặc dù được điều trị, ông bị hôn mê và qua đời trong bệnh viện ở Bytom, Ba Lan vào ngày 27 tháng 8 năm 1978.

## Tri ân
Cáo phó của ông được đăng trên Tạp chí Glaciology, viết như sau: "Stanisław Baranowski ngày càng nổi tiếng trên toàn thế giới, và thật bi thảm khi ông đã từ trần khi còn quá trẻ và đang ở đỉnh cao của khả năng sáng tạo."
Để tưởng nhớ và ghi nhận những đóng góp, trạm địa cực mà Stanisław Baranowski đã thành lập ở Spitsbergen được đặt tên là Trạm địa cực Stanisław Baranowski Spitsbergen. Một tấm bảng kỷ niệm đã được đặt tại Trạm Nam Cực Ba Lan Henryk Arctowski nơi ông gặp tai nạn. Sông băng Baranowski cũng được đặt theo tên của ông.